# Höhe (Glashütten)
Höhe war ein Wohnplatz der Gemeinde Glashütten im oberfränkischen Landkreis Bayreuth in Bayern, der im Gemeindeteil Glashütten aufgegangen ist.

## Geografie
Die ehemalige Einöde ist heute Haus Nr. 29 der Frankenhaager Straße (Kreisstraße BT 2), die innerorts zur Bayreuther Straße (Staatsstraße 2185) bzw. nach Hardt führt.

## Geschichte
Höhe wurde in der ersten Hälfte des 19. Jahrhunderts auf dem Gemeindegebiet von Glashütten gegründet. Auf einer topographischen Karte von 1970 ist Höhe noch als Einzelsiedlung erkennbar. In der Folgezeit entstand ein Neubaugebiet südlich des Anwesens.

### Einwohnerentwicklung
| Jahr      | 001871 | 001885 |
| Einwohner | 6      | 6      |
| Häuser    |        | 1      |
| Quelle    | [ 6 ]  | [ 7 ]  |

## Religion
Höhe war evangelisch-lutherisch geprägt und nach St. Bartholomäus (Mistelgau) gepfarrt.